# Набиев, Дадоджон
Дадоджон Набиев — советский хозяйственный, государственный и политический деятель, Герой Социалистического Труда.

## Биография
Родился в 1925 году в Шайх Бурхон. Член КПСС с года.
В 1942—1986 гг. — учётчик хлопководческой бригады, главный агроном, заместитель председателя колхоза «Москва» (с 1967 — имени Саидходжи Урунходжаева) Худжандского района.
Указом Президиума Верховного Совета СССР от 3 апреля 1965 года присвоено звание Героя Социалистического Труда с вручением ордена Ленина и золотой медали «Серп и Молот».
Умер в селе Шайх Бурхон в 1987 году.